# Історія освоєння природних ресурсів Німеччини

Історія гірництва.JPG

Найдавніші свідоцтва використання каменю на території сучасної Німеччини для виготовлення знарядь датуються епохою нижнього палеоліту (близько 700-500 тис. років тому — знахідки біля м. Гейдельберґ). В епоху палеоліту широко використовується кремінь, кварцит, сланець, для ритуальних цілей —охра. З 5 тис. до н. е. (в неоліті) розпочинається видобуток глин та пісків для виготовлення посуду. В 4-2 тис. до н. е. із кристалічних порід (базальту, діориту та інш.) виготовляли кам'яні сокири. Мідь використовують з 3 тис. до н. е. (широке використання її починається на межі 3-2 тис. до н. е. — унетицька археологічна культура). Тоді ж починають видобувати малахіт, азурит, куприт на мідних родовищах в районах Гарцу (Штольберґ, Лаутерберґ, Віда, Гофгайс, Трезебурґ та інші), в Тюрінгії (Ротенбурґ та інші), Гессені (родовища рудної зони Верра-Шпессарт) та інш. Мідно-олов'яні руди починають видобувати близько 1,5 тис. років до н. е. в Фогтланді (Ельсніц, Плауен та інші), з яких виплавляли бронзу. Мідні розробки на острові Гельголанд велися, імовірно, в 2 тис. до н. е. (найактивніший видобуток припадає на середньовіччя). Біля копалень виявлені шлакові відвали і круглі мідні зливки. В середні віки гірничий промисел вівся переважно в Саксонії і Тюрінгії (в цей час назва народу “сакси” асоціювалася з термінами “гірник” та “металург”).
Перші залізні знаряддя з'являються у гальштадський період (8-6 ст. до н. е.), масове ж розповсюдження заліза відоме тільки з латенського періоду (5 ст. до н. е.) і пов'язується з широким розселенням кельтських племен. Точні місця розробки заліза невідомі, але за оцінками то були численні зони залягання болотних залізних руд.
У ранньому середньовіччі видобували залізні, мідні, олов'яні та срібно-свинцеві руди, кам'яну сіль. Збереглися документи 7-го ст. про т.зв. “гірничі регалії”, які надавалися властями на видобуток к.к. У 11-15 ст. продовжують видобувати залізні руди відкритим способом. Велике значення має видобуток срібла (Раммесберґ в Гарці), міді (Мансфельд), олова (Рудні гори), цинку (долина Мааса). У 1262 р в Люнебурзі діяло 54 солеварень. З 13 ст. видобувають лазурит, який використовують як фарбник. У 1386 р у Верх. Пфальці існувало 97 підприємств, що виробляли 5 тис. т заліза на рік. В цей час в гірничому промислі переважають великі пайщики (монастирі, дворяни, купці), збільшується видобуток руд кольорових металів — срібла (Раммесберґ, Фрайберґ, Шнеберґ, Аннаберґ), міді (Раммельсберґ — наприкінці 15 ст до 20 т/рік), олова, цинку, а також свинцю і золота (Сілезія). В Люнебурзі та Галлє виробляли понад 9 тис. т солі на рік. З початку 16 ст. Німеччина займала провідне положення в гірничій справі. В цій галузі було задіяно близько 100 тис. чол. Німецькі рудокопи працювали в Чехії, Угорщині, Польщі, Англії, пізніше — в Швеції та Іспанії. В 16-18 ст. залізну руду активно добували в Саксонії, Гессені, Рейнській області, Нассау, Саарі. У 1540 на території Німеччини було видобуто 16 т срібла (25 % від видобутку у Європі).  Основні центри видобутку срібних та мідних руд: Гарц, графство Мансфельд, Саксонія), свинцевих — Гослар; олов'яних — Альтенберґ (Саксонія); кам'яної солі — Вестфалія, Гессен, Галле. У 1537 у Цвіккау (Саксонія) засноване перше товариство для видобутку кам'яного вугілля. У 16-17 ст. вдосконалюється гірнича техніка, зокрема з'являється гірничий компас (1539), кінний коловорот, водовідлив, поршневий насос (1565, Йоахімстале, тепер Яхімов у Чехії), в цей час почали застосовувати вибухові роботи. У другій половині 17 ст. і у 18 ст. розширюється видобуток кам'яного вугілля, основні райони його розробки — Гарц, Рудні гори, Ейфель, Зігерланд. Продовжувався видобуток срібних руд (Фрайберґ) та мідних (Саксонія). Стають до ладу нові центри солеваріння — Шьонебек на Ельбі та інші. У 1698 р в Касселє споруджена перша паро-атмосферна машина (Д. Папен). Парова машина Ньюкомена почала застосовуватися з 1753 р. на свинцевих копальнях біля Дуйсбурґа, двигун Уатта — з 1780-х років в Хетштедті. У 1765 у Фрайберзі заснована перша у світі Гірнича академія.
На початку 19 ст. швидкими темпами зростав видобуток кам'яного вугілля (у 1820-34 рр — в середньому по 1,5 млн т/рік, а у 1840 — 3,4 млн т/рік). Бурхливий розвиток гірничої галузі почався з 1835 р і продовжувався до революції 1848-49. Саме в цей час широко освоюють Рурський кам'яновугільний басейн, впроваджується коксування вугілля, для кріплення гірничих виробок починають застосовувати цегляне кріплення, з 1835 на шахтному підйомі застосовують стальний канат. У другій половині 19 ст. провідне місце в гірничій галузі займає видобуток кам'яного вугілля (1861 — 60 % зайнятих у гірництві, у 1907 — 76 %).
На межі 19-20 ст. потужність ряду шахт перевищила 1 млн т/рік, 50 % кам'яного вугілля видобувалася на глибині понад 500 м. З середини 19 ст. розробляють родовища бурого вугілля. З винаходом у 1878 р Томасівського процесу до видобутку залучаються високофосфорні залізні руди (Зальцґіттер, Пайнє, Рур, Лотарингія). У 1865 вийнайдено пневматичний бурильний молоток, у 1876 — гідравлічний станок обертального буріння, у 1888 — перший у світі електричний станок для буріння скельних порід. У 1880-90 рр бурінням досягають глибини 2000 м. З 1883 при проходженні обводнених порід почали застосовувати заморожування. У 1990-х з'являється електричний водовідлив.
Електродвигуни застосовують для провітрювання, на відкатці і підйомі. Врубові машини застосовують з 1860-х років. З 1906 розповсюджується видобуток відбійними молотками. З середини 19 ст. в гірничій галузі Німеччини домінують великі концерни. На початку 20 ст. держава націоналізує гірничу галузь. У 1929 Німеччина давала 9 % світової продукції гірничодобувної галузі і займала 1 місце у світі за видобутком бурого вугілля, калійної солі, бариту, одне з провідних місць з видобутку графіту, магнезиту, кам'яного вугілля, кам'яної солі та інш. У 1930-ті роки впроваджується залізобетонне кріплення, дизельні локомотиви, вугільні струги та стрічкові конвеєри.